# Dimitri Ivanovitch (1552-1553)
Pour l’article homonyme, voir Dimitri Ivanovitch.
Dmitri Ivanovitch (russe : Дмитрий Иванович; 11 octobre 1552 - 26 juin 1553) a été le premier tsarévitch (héritier présomptif du tsarat de Russie), en tant qu'aîné des fils du tsar Ivan le Terrible, ou Ivan IV de Russie, et de sa première épouse, la tsarine Anastasia Romanovna. Il était le troisième enfant et le premier fils du couple et mourut pendant sa petite enfance.

## Naissance
Ivan est devenu grand-prince de Moscou à l'âge de trois ans, en 1533. Lors de son couronnement, le 16 janvier 1547, à seize ans, Ivan relève le titre de tsar, parfois utilisé par son grand-père et homonyme, Ivan III. Détenteur de la puissance de son empire, il pouvait choisir son épouse. Il a finalement choisi Anastasia Romanovna, la fille d'un riche boyard. Au cours des quatre premières années de leur mariage, Anastasia lui a donné deux filles, Anna et Maria. Les deux sont mortes très jeunes, Anna à l'âge de onze mois et Maria avant son sixième mois.
Cependant, le 11 octobre 1552, Anastasia a donné naissance à un fils, qu'ils ont prénommé Dimitri, sans doute en honneur de son ancêtre Dmitri Donskoï. Au cours d'une grave maladie, Ivan a demandé aux boyards de prêter le serment de faire de son fils son héritier présomptif, c'est-à-dire le premier tsarévitch.
De fait, les boyards n'étaient pas enthousiastes, car ils auraient préféré voir dans ce rôle Vladimir de Staritsa, un cousin d'Ivan IV ; pourtant ils acceptèrent à contrecœur. Les historiens débattent pour savoir si cet épisode s'est produit en 1552 ou en 1553.

## Mort
Pendant l'été de 1553, Ivan a fait un pèlerinage au Monastère de Kirillo-Belozersky, près de l'actuel village de Kirillov. Alors qu'il naviguait sur la rivière Sora, le bateau royal a été déséquilibré par une vague, il s'est retourné et le tsarévitch a été lâché par sa nourrice. Les adultes ont réussi à se sauver, mais au moment où ils ont retrouvé le bébé, celui-ci était noyé. La Chronique de Maxime le Grec, qui avait récemment visité Ivan IV, avait prédit la mort du tsarévitch. Selon André Kourbski, Maxime avait dit à Ivan qu'« il ne faut pas aller trop loin avec sa femme et son fils nouveau-né ».

## Suite
Dmitri a été inhumé dans la cathédrale de l'Archange-Saint-Michel de Moscou. Après la mort de son fils, Anastasia devait avoir encore trois enfants, dont deux devaient survivre à la petite enfance. Le fils cadet d'Ivan IV et de sa dernière épouse a été prénommé Dmitri comme son frère aîné, décédé plus de trente ans auparavant.